# Oscar Jolly
Baron Eugène Oscar Jolly (Brussel, 11 april 1824 - 7 maart 1902) was een Belgisch generaal-majoor en senator.

## Biografie
Oscar Jolly was een telg uit de familie Jolly. Hij was een zoon van luitenant-generaal baron André Jolly, lid van het Voorlopig Bewind in 1830, en Elisabeth Armytage. Hij trouwde in 1871 in Antwerpen met Clara van der Beken Pasteel (1844-1903), dochter van jhr. Pierre-François van der Beken Pasteel, advocaat en burgemeester van Oud-Turnhout. Ze kregen een zoon en een dochter.
Hij doorliep, zoals zijn vader, een militaire loopbaan, die hij eindigde als generaal-majoor. Bij de dood van zijn vader erfde hij de titel van baron.
In 1894 werd hij verkozen tot katholiek senator voor het arrondissement Brussel, een mandaat dat hij vervulde tot in 1900.

## Publicatie
- Situation électorale, 1899. Ce qu'il ne faut pas. Ce qu'il faudrait, Brussel, Van Malleghem, 1899.